# SPYAIR ARENA TOUR 2016-2017 真冬の大サーカス
『SPYAIR ARENA TOUR 2016-2017 真冬の大サーカス』（スパイエアー・アリーナツアー・にせんじゅうろく・にせんじゅうなな・マフユノダイサーカス）は、SPYAIRの9作目の映像作品。2017年5月31日にSony Music Associated Recordsからリリースされた。　

## 概要
前作『JUST LIKE THIS 2016』より約5か月ぶりのリリース。2017年1月21日に、国立代々木第一体育館で開催されたSPYAIR史上最大規模のアリーナツアー『SPYAIR ARENA TOUR 2016-2017 真冬の大サーカス』のツアーファイナルの模様が収録されている。初回生産限定盤と通常盤の2形態によるリリースとなっており、初回生産限定盤は豪華大型ハードカバーフォトブック仕様(28cm×22cm)ライブフォト、サーカス衣装に身を包んだメンバー撮り下ろしを加えた全52ページの写真集、ライブの舞台裏に密着したドキュメンタリー、ライブ本編で巨大LEDスクリーンに映し出されたIKE (パンダ) vs UZ (オオカミ)のバトルムービーといったボーナス映像を収録。

## 収録映像

### DISC 1
1. C!RCUS
  - 19thシングルc/w曲
2. EZ Going♬
  - 4thアルバム収録曲
3. アイム・ア・ビリーバー
  - 17thシングル表題曲
4. Last Moment
  - 2ndシングル表題曲
5. 現状ディストラクション
  - 12thシングル表題曲
6. Rock'n Roll
  - 2ndアルバム収録曲
7. JUST ONE LIFE
  - 13thシングル表題曲
8. サクラミツツキ
  - 10thシングル表題曲
9. Be with
  - 20thシングル表題曲
10. WENDY 〜It's You〜
  - 9thシングル表題曲
11. OVERLOAD
  - 3rdアルバム収録曲

### DISC 2
1. Trust your anthem
  - 14thシングルc/w曲
2. Supersonic
  - 3rdアルバム収録曲
3. 4 LIFE
  - 4thアルバム収録曲
4. ファイアスターター
  - 16thシングル表題曲
5. RAGE OF DUST
  - 19thシングル表題曲
6. ジャパニケーション
  - 2ndシングル表題曲
7. イマジネーション
  - 14thシングル表題曲
8. THIS IS HOW WE ROCK
  - 18thシングル表題曲

#### アンコール
1. 虹
  - 11thシングル表題曲
2. サムライハート (Some Like It Hot!!)
  - 4thシングル表題曲

#### 初回生産限定盤のみ
1. DOCUMENTARY
2. “Trust your anthem”Movie